# Jöns Petter Moberg
Jöns Petter Moberg, född 6 oktober 1834 i Östersund, Jämtlands län, död där 1 december 1895, var en svensk yrkesmålare och konstnär.
Han var son till sadelmakaren J Moberg och hans hustru. Moberg studerade konst en kortare tid vid Konstakademiens antikskola 1857 men lämnade skolan och återvände till Östersund för att arbeta som yrkesmålare. I början av 1880-talet var han anställd som vikarielärare i teckning vid Östersunds högre allmänna läroverk. På uppdrag av possessionaten Carl Lithander utförde han en 16 meter lång tapet med motiv från Frösön och Storsjöbygden tänkt för egendomen Carlsund, den ingår numera i Gamla Östersunds samlingar. För Östersunds rådhus målade han tavlan Östersund från Frösön som senare kom att publiceras i Janrik Bromés Östersunds stads historia 1930. Hans konst var halvt naivistiskt med ett utpräglat sinne för detaljer och exakthet.